# 세키구치 게이스케
세키구치 게이스케(일본어: 関口 圭亮, 1986년 11월 4일 ~ )는 일본의 전 축구 선수이다.

## 구단 경력
과거 파지아노 오카야마에서 활동하였다.